# Natalija Nogulich
Natalija Nogulich, ou Natalia Nogulich, née le 1er octobre 1950, à Chicago, Illinois (États-Unis), est une actrice américaine, d'origine serbe. Elle est connue pour avoir interprété le rôle de l'Amiral Alynna Nechayev, dans deux des séries télévisées de la saga Star Trek : Star Trek : La Nouvelle Génération et Star Trek: Deep Space Nine.

## Théâtre
- 1984 : Hurlyburly, une pièce de théâtre du dramaturge américain David Rabe, mise en scène par Mike Nichols, au Ethel Barrymore Theatre, sur Broadway (Manhattan)[1].
- 1985 : Cliffhanger, une pièce de théâtre du dramaturge américain James Yaffe, mise en scène par David McKenna, et jouée Off-Broadway au Lamb's Theatre (Manhattan)[2]. Rôle : Edith Wilshire
- 1985 : Le marchand de glace est passé (The Iceman Cometh), une pièce de théâtre du dramaturge américain Eugene O'Neill, mise en scène par José Quintero, au Lunt-Fontanne Theatre, sur Broadway (Manhattan)[3]. Rôle : Margie
- 1990 : Accomplice, une comédie de Rupert Holmes, mise en scène par Art Wolff, au Richard Rodgers Theatre, sur Broadway (Manhattan)[4].

## Filmographie

### Cinéma
- 1989 : Le sapin a les boules (Christmas Vacation), de Jeremiah S. Chechik : Helen Shirley
- 1990 : La Nurse (The Guardian), de William Friedkin : Molly Sheridan
- 1992 : Hoffa, de Danny DeVito : Jo (Josephine), l'épouse de Jimmy Hoffa.

## Séries télévisées
- 1992-1994 : Star Trek : La Nouvelle Génération : Amiral Alynna Nechayev
  - Saison 6, épisode 10 : Hiérarchie : 1/2
  - Saison 6, épisode 26 : Descente aux enfers : 1/2
  - Saison 7, épisode 20 : La Fin du voyage
- 1994 : Star Trek: Deep Space Nine : Amiral Alynna Nechayev
  - Saison 2, épisode 21 : Le Maquis - 2e partie
  - Saison 3, épisode 2 : La Quête : 2/2
- 1999 : Le Caméléon : Susan Granger
  - Saison 1, épisode 6 : Servir et protéger
  - Saison 3, épisode 10 : M. Lee
- 2002 : Charmed (saison 5 épisode 3) : La méchante sorcière
- 2003 : FBI : Portés disparus (Saison 1, Épisode 12) : Rosalind Kandell
- 2005 : The Closer : L.A. enquêtes prioritaires : Avocate (Saison 1 épisode 2)
- 2006 : Bones (Saison 1, Épisode 10) : Ivana Bardu
- 2006 : The Unit : Commando d'élite (Saison 1, Épisode 12) : Evelyn
- 2012, 2014 : Suburgatory : Marcheeza
  - Saison 2, épisode 2 : La Sorcière de Chatswin
  - Saison 3, épisode 12 : La Bague au doigt
- 2013 : Red Widow : Elena
  - Épisode 1 : Pilot
  - Épisode 3 : The Consignment
  - Épisode 4 : The Escape
  - Épisode 6 : The Captive
  - Épisode 8 : The Hit
- 2014 : Esprits criminels (Saison 9, Épisode 13) : Helen Clark

## Téléfilms
- 1988 : Les Douze Salopards : Mission fatale (The Dirty Dozen: The Fatal Mission), de Lee H. Katzin : Yelena Petrovic
- 1994 : Confessions d'une rebelle (Confessions of a Sorority Girl), de Uli Edel : Mrs. Masterson
- 1997 : Le Somnambule (The Sleepwalker Killing), de John Cosgrove : L'avocate Brooke McAdam
- 2001 : Le Prix de la perfection (Dying to Dance), de Mark Haber : Verchenko
- 2005 : Les Ailes du chaos (Locusts), de David Jackson : Lorelei Wentworth
- 2013 : Phil Spector, de David Mamet : Giovonetta Ricci